# Орум
Орум (нім. Ohrum) — громада в Німеччині, розташована в землі Нижня Саксонія. Входить до складу району Вольфенбюттель. Складова частина об'єднання громад Одервальд.
Площа — 8,38 км2. Населення становить 608 ос. (станом на 31 грудня 2021).